# Karl Rixkens
Karl Rixkens, auch Carl Rixkens (* 28. Juni 1881 in Süchteln; † 24. Dezember 1938 in Düsseldorf), war ein deutscher Porträtmaler der Düsseldorfer Schule.

## Leben
Rixkens studierte an der Kunstakademie Düsseldorf, wo Eduard Gebhardt sein wichtigster Lehrer war. Anschließend ging er auf die Akademie der Bildenden Künste München. Reisen führten ihn nach England, Holland und Italien. Tätig war Rixkens in Düsseldorf, vor allem als Porträtmaler des rheinischen Bürgertums und des Adels. Dort war er auch Mitglied des Künstlervereins Malkasten.

## Werke (Auswahl)

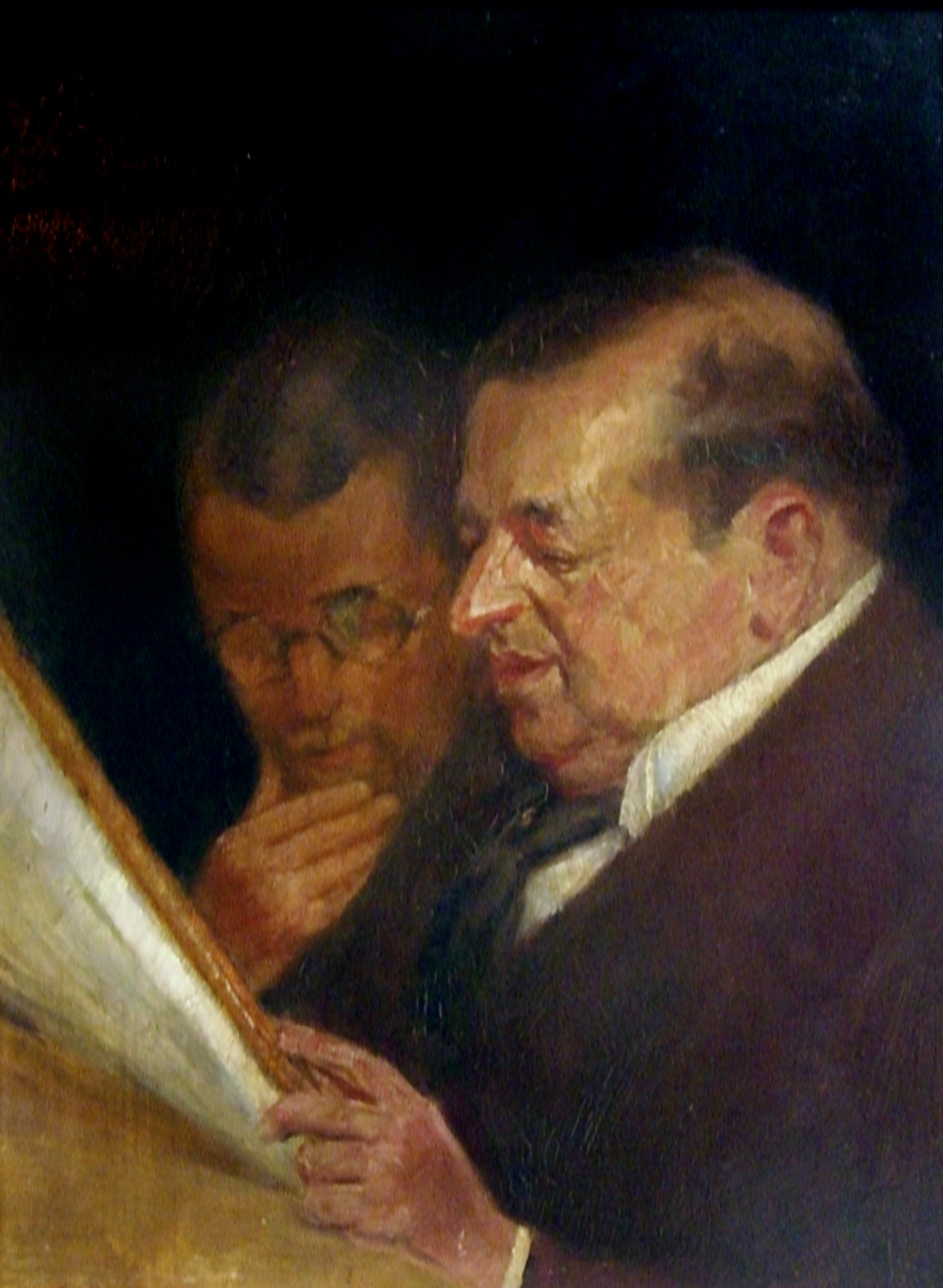
Zeitungsleser

- Eduard von Gebhardt als Künstler, Öl auf Leinwand, 1906, Museum Kunstpalast[3]
- Frau S., Porträtzeichnung, 1928[4]
- Versehgang hinter St. Clemens, Süchteln, Kreidezeichnung, 1936
- Zeitungsleser, Öl auf Holz
- Rechtsanwalt K., Porträt
- Selbstbildnis, Süchtelner Heimatmuseum